# Plano de Dados Abertos do Ministério da Saúde
O Plano de Dados Abertos do Ministério da Saúde (PDA-MS) é um instrumento de periodicidade bienal que informa as estratégias e compromissos previstos para a abertura dos dados sob a responsabilidade do órgão durante os dois anos subsequentes.
Foi criado em conformidade com a Política de Dados Abertos do Poder Executivo Federal do Brasil, que tem como pilar a Lei de Acesso à Informação (Lei nº 12.527, de 18 de novembro de 2011). Houve edições do PDA-MS para os biênios: 2016-2018, 2020-2022, 2022-2023, 2024-2026.
Após a introdução da Secretaria de Informação e Saúde Digital (SEIDIGI) à estrutura do Ministério da Saúde, em 2023, a coordenação do PDA-MS ficou a cargo do Departamento de Monitoramento, Avaliação e Disseminação de Dados e Informações Estratégicas em Saúde (DEMAS/SEIDIGI) desta Secretaria.